# Thilmakha
Thilmakha ist eine Gemeinde (commune) im Département Tivaouane der Region Thiès, gelegen im zentralen Westen Senegals. Sie besteht aus dem namensgebenden Hauptort (chef-lieu) sowie weiteren Dörfern (villages) und Weilern (hameaux).

## Geographische Lage
Thilmakha liegt im Erdnussbecken Senegals, 62 Kilometer östlich der Départementspräfektur Tivaouane und 134 Kilometer nordöstlich von Dakar. Das Gemeindegebiet hat eine Fläche von 155,30 km². Benachbarte Kommunen sind im Uhrzeigersinn Darou Marnane und Darou Mousty im Osten, Ndindy und Gade Escale im Süden, Niakhène im Westen und im Norden Mbayène sowie Mbacké Cajor.

## Geschichte
Das Dorf Thilmakha war seit 1976 Hauptort einer Landgemeinde (communauté rurale) und erhielt 2014, wie in Senegal alle communautés rurales, den landesweit einheitlichen Status einer Gemeinde (commune).

## Bevölkerung
Die letzten Volkszählungen ergaben jeweils folgende Einwohnerzahlen:
| Jahr | Einwohner |
| ---- | --------- |
| 2002 | 16.424    |
| 2013 | 11.717    |
| 2023 | 14.629    |

## Verkehr
Das Gebiet von Thilmakha ist von dem Fernstraßennetz Senegals allseits weit entfernt. Der Hauptort ist aus Westen von Mékhé über Pékèsse auf einer als Regionalstraße ausgewiesenen 41 Kilometer langen Schotterpiste erreichbar. Von hier aus weiter nach Osten geht eine gut ausgebaute Regionalstraße zur Nationalstraße N 11 in Darou Mousty.